# Ginnastica ritmica ai Giochi olimpici
La ginnastica ritmica è una delle poche discipline presenti ai Giochi olimpici come esclusivamente femminile. È entrata a far parte del programma olimpico da Los Angeles 1984 con la gara individuale e dai Giochi di Atlanta del 1996 con il concorso a squadre. Mentre il concorso individuale si svolge su un programma che consta di tutti e cinque gli attrezzi presenti nello sport; la competizione a squadre vede di volta in volta assegnarsi una combinazione diversa di attrezzi per la gara olimpica.
Evento antesignano di questa disciplina, fu la competizione di attrezzi a squadre presentato ad Helsinki 1952 e Melbourne 1956.

## Medagliere
Aggiornato a Parigi 2024. In corsivo i paesi (o le squadre) non più esistenti.
| Pos | Nazione           | Oro | Argento | Bronzo | Totale |
| --- | ----------------- | --- | ------- | ------ | ------ |
| 1   | Russia            | 10  | 4       | 2      | 16     |
| 2   | Bulgaria          | 1   | 3       | 2      | 6      |
| 3   | Spagna            | 1   | 2       | 0      | 3      |
| 4   | Cina              | 1   | 1       | 0      | 2      |
| 4   | Israele           | 1   | 1       | 0      | 2      |
| 6   | Ucraina           | 1   | 0       | 4      | 5      |
| 7   | Squadra Unificata | 1   | 0       | 1      | 2      |
| 7   | Unione Sovietica  | 1   | 0       | 1      | 2      |
| 9   | Canada            | 1   | 0       | 0      | 1      |
| 9   | Germania          | 1   | 0       | 0      | 1      |
| 11  | Bielorussia       | 0   | 4       | 3      | 7      |
| 12  | ROC               | 0   | 2       | 0      | 2      |
| 13  | Italia            | 0   | 1       | 4      | 5      |
| 14  | Romania           | 0   | 1       | 0      | 1      |
| 15  | Germania Ovest    | 0   | 0       | 1      | 1      |
| 15  | Grecia            | 0   | 0       | 1      | 1      |

## Albo d'oro

### Individuale
| Edizione                                         | Oro                                              | Argento                                 | Bronzo                                  |
| ------------------------------------------------ | ------------------------------------------------ | --------------------------------------- | --------------------------------------- |
| Los Angeles 1984                                 | Lori Fung                                        | Doina Stăiculescu                       | Regina Weber                            |
| Seul 1988                                        | Maryna Lobač                                     | Adriana Dunavska                        | Oleksandra Timošenko                    |
| Barcellona 1992                                  | Oleksandra Timošenko                             | Carolina Pascual                        | Oksana Skaldina                         |
| Atlanta 1996                                     | Kateryna Serebrjans'ka                           | Jana Batyršina                          | Olena Vitryčenko                        |
| Sydney 2000                                      | Julija Barsukova                                 | Julija Raskina                          | Alina Kabaeva                           |
| Atene 2004                                       | Alina Kabaeva                                    | Irina Čaščina                           | Hanna Bezsonova                         |
| Pechino 2008                                     | Evgenija Kanaeva                                 | Ina Žukava                              | Hanna Bezsonova                         |
| Londra 2012                                      | Evgenija Kanaeva                                 | Dar'ja Dmitrieva                        | Ljuboŭ Čarkašyna                        |
| Rio de Janeiro 2016                              | Margarita Mamun                                  | Jana Kudrjavceva                        | Hanna Rizatdinova                       |
| Tokyo 2020                                       | Linoy Ashram                                     | Dina Averina                            | Alina Harnas'ko                         |
| Parigi 2024                                      | Darja Varfolomeev                                | Borjana Kalejn                          | Sofia Raffaeli                          |
| Atleta meglio premiato: Evgenija Kanaeva (2/0/0) | Atleta meglio premiato: Evgenija Kanaeva (2/0/0) | Nazione meglio premiata: Russia (5/5/1) | Nazione meglio premiata: Russia (5/5/1) |

### Squadre
| Edizione                                            | Oro                                                 | Argento                                 | Bronzo                                  |
| --------------------------------------------------- | --------------------------------------------------- | --------------------------------------- | --------------------------------------- |
| Atlanta 1996                                        | Spagna                                              | Bulgaria                                | Russia                                  |
| Sydney 2000                                         | Russia                                              | Bielorussia                             | Grecia                                  |
| Atene 2004                                          | Russia                                              | Italia                                  | Bulgaria                                |
| Pechino 2008                                        | Russia                                              | Cina                                    | Bielorussia                             |
| Londra 2012                                         | Russia                                              | Bielorussia                             | Italia                                  |
| Rio de Janeiro 2016                                 | Russia                                              | Spagna                                  | Bulgaria                                |
| Tokyo 2020                                          | Bulgaria                                            | ROC                                     | Italia                                  |
| Parigi 2024                                         | Cina                                                | Israele                                 | Italia                                  |
| Atleta meglio premiato: Anastasija Bliznjuk (2/1/0) | Atleta meglio premiato: Anastasija Bliznjuk (2/1/0) | Nazione meglio premiata: Russia (5/1/1) | Nazione meglio premiata: Russia (5/1/1) |